# Gæstearbejdere (film)
Gæstearbejdere er en dansk spillefilm fra 1974. Filmen er instrueret af Voja Miladinovic og musikken er skrevet af Povl Dissing.
Jugoslaven Voja Miladinovic brugte filmens fiktive historie til at skildre det voldsomme kultursammenstød, han selv kendte så godt. Det var den første danske film om landets gæstearbejdere, men biografpublikummet blev væk og flere anmeldere fandt filmen naiv og firkantet.

## Handling
En jugoslav kommer som gæstearbejder til Danmark. Han oplever det danske industrisamfund med dets stressede arbejdsform og løse moralnormer som den størst tænkelige kontrast til bondesamfundet han forlod. En håndfast afvisning af en kvindes tilnærmelser medfører at han fyres fra sit job. Han kommer ud i kriminalitet og bliver udvist til Jugoslavien, hvor det går endnu værre.